# KelKel
KelKel ist eine Widerstandsbewegung in Kirgisistan. 
Aus dem Kirgisischen übersetzt bedeutet KelKel strahlende Wiedergeburt des Guten. Die Bewegung steht offenbar unter dem Einfluss anderer osteuropäischer Studentenbewegungen wie Otpor in Serbien, Kmara in Georgien und Pora! in der Ukraine, die alle von den Theorien des gewaltfreien Widerstandes von Gene Sharp beeinflusst sind. 